# فهرست رهبران گرجستان
اسامی زیر، فهرست حکمرانان گرجستان از سال ۱۹۱۸ تا کنون را دربر می‌گیرد. این فهرست شامل رهبران گرجستان کنونی، حکومت کوتاه جمهوری دموکراتیک گرجستان و جمهوری شوروی سوسیالیستی گرجستان می‌شود.

## فهرست رهبران گرجستان(۱۹۱۸-اکنون)

### جمهوری فدرال دموکراتیک قفقاز جنوبی(۱۹۱۸)
| No. | تصویر | نام (زادروز–درگذشت)        | آغاز تصدی     | ترک پست    | حزب سیاسی                    | عنوان               |
| --- | ----- | -------------------------- | ------------- | ---------- | ---------------------------- | ------------------- |
| ۱   |       | نیکولای چْخِیْدزه (۱۹۲۶–۱۸۶۴) | ۱۰ فوریه ۱۹۱۸ | ۲۶ می ۱۹۱۸ | حزب سوسیالیت دموکرات گرجستان | رئیس مجامع پارلمانی |

### جمهوری دموکراتیک گرجستان(۱۹۱۸–۱۹۲۱)
| No. | تصویر | نام (زادروز–درگذشت)        | آغاز تصدی    | ترک پست      | حزب سیاسی                    | عنوان                                      |
| --- | ----- | -------------------------- | ------------ | ------------ | ---------------------------- | ------------------------------------------ |
| ۱   |       | نیکولای چْخِیْدزه (۱۸۶۴–۱۹۲۶) | ۲۶ می ۱۹۱۸   | ۱۶ مارس ۱۹۲۱ | حزب سوسیالیت دموکرات گرجستان | رئیس مجامع پارلمانی (بدون عنوان رئیس‌جمهور) |
| ۱   |       | نوئه رامیشویلی (۱۸۸۱–۱۹۳۰) | ۲۶ می ۱۹۱۸   | ۲۴ ژوئن ۱۹۱۸ | حزب سوسیالیت دموکرات گرجستان | رئیس حکومت (بدون عنوان رئیس‌جمهور)          |
| ۱   |       | نوئه ژوردانیا (۱۸۶۸–۱۹۵۳)  | ۲۴ ژوئن ۱۹۱۸ | ۱۸ مارس ۱۹۲۱ | حزب سوسیالیت دموکرات گرجستان | رئیس حکومت (بدون عنوان رئیس‌جمهور)          |

### جمهوری فدراتیو سوسیالیستی قفقاز جنوبی شوروی(۱۹۲۲–۱۹۳۶) وجمهوری شوروی سوسیالیستی گرجستان(۱۹۳۶–۱۹۹۰)
| No. | تصویر | نام (زادروز–درگذشت)               | آغاز تصدی       | ترک پست         | حزب سیاسی           | عنوان                        |
| --- | ----- | --------------------------------- | --------------- | --------------- | ------------------- | ---------------------------- |
| ۱   |       | مامیا اوراخِلاشویلی (۱۹۳۷–۱۸۸۱)    | ۱۶ مارس ۱۹۲۱    | آوریل ۱۹۲۲      | حزب کمونیست گرجستان | دبیر اول حزب کمونیست گرجستان |
| ۲   |       | Mikheil Okudzhava                 | ۲۴ مه ۱۹۲۲      | ۲۲ اکتبر ۱۹۲۲   | حزب کمونیست گرجستان | دبیر اول حزب کمونیست گرجستان |
| ۳   |       | بساریون لومینادزه (۱۹۳۵–۱۸۹۷)     | ۲۲ اکتبر ۱۹۲۲   | اوت ۱۹۲۴        | حزب کمونیست گرجستان | دبیر اول حزب کمونیست گرجستان |
| ۴   |       | میخیل کاخیانی (۱۹۳۷–۱۸۹۶)         | اوت ۱۹۲۴        | مه ۱۹۳۰         | حزب کمونیست گرجستان | دبیر اول حزب کمونیست گرجستان |
| ۵   |       | لِوان غوغوبریدزه (۱۹۳۷–۱۸۹۶)       | مه ۱۹۳۰         | ۱۹ نوامبر ۱۹۳۰  | حزب کمونیست گرجستان | دبیر اول حزب کمونیست گرجستان |
| ۶   |       | سامسون مامولیا (۱۹۳۷–۱۸۹۲)        | ۱۹ نوامبر ۱۹۳۰  | ۱۱ سپتامبر ۱۹۳۱ | حزب کمونیست گرجستان | دبیر اول حزب کمونیست گرجستان |
| ۷   |       | Lavrenty Kartvelishvili           | ۱۱ سپتامبر ۱۹۳۱ | ۱۴ نوامبر ۱۹۳۱  | حزب کمونیست گرجستان | دبیر اول حزب کمونیست گرجستان |
| ۸   |       | لاورنتی بریا (۱۹۵۳–۱۸۹۹)          | ۱۴ نوامبر ۱۹۳۱  | ۱۸ اکتبر ۱۹۳۲   | حزب کمونیست گرجستان | دبیر اول حزب کمونیست گرجستان |
| ۹   |       | پتره آگنیاشویلی                   | ۱۸ اکتبر ۱۹۳۲   | ۱۵ ژانویه ۱۹۳۴  | حزب کمونیست گرجستان | دبیر اول حزب کمونیست گرجستان |
| ۱۰  |       | لاورنتی بریا (۱۹۵۳–۱۸۹۹)          | ۱۵ ژانویه ۱۹۳۴  | ۳۱ اوت ۱۹۳۸     | حزب کمونیست گرجستان | دبیر اول حزب کمونیست گرجستان |
| ۱۱  |       | کاندید چارکویانی (۱۹۹۴–۱۹۰۷)      | ۳۱ اوت ۱۹۳۸     | ۲ آوریل ۱۹۵۲    | حزب کمونیست گرجستان | دبیر اول حزب کمونیست گرجستان |
| ۱۲  |       | آکاکی مگلادزه (۱۹۸۰–۱۹۱۰)         | ۲ آوریل ۱۹۵۲    | ۱۴ آوریل ۱۹۵۳   | حزب کمونیست گرجستان | دبیر اول حزب کمونیست گرجستان |
| ۱۳  |       | الکساندره میرتسخولاوا (۲۰۰۹–۱۹۱۱) | ۱۴ آوریل ۱۹۵۳   | ۱۹ سپتامبر ۱۹۵۳ | حزب کمونیست گرجستان | دبیر اول حزب کمونیست گرجستان |
| ۱۴  |       | واسیل مژاوانادزه (۱۹۸۸–۱۹۰۲)      | ۲۰ سپتامبر ۱۹۵۳ | ۲۹ سپتامبر ۱۹۷۲ | حزب کمونیست گرجستان | دبیر اول حزب کمونیست گرجستان |
| ۱۵  |       | ادوارد شواردنادزه (۲۰۱۴–۱۹۲۸)     | ۲۹ سپتامبر ۱۹۷۲ | ۶ ژوئیه ۱۹۸۵    | حزب کمونیست گرجستان | دبیر اول حزب کمونیست گرجستان |
| ۱۶  |       | جومبر پاتیاشویلی (زاده ۱۹۴۰)      | ۶ ژوئیه ۱۹۸۵    | ۱۴ آوریل ۱۹۸۹   | حزب کمونیست گرجستان | دبیر اول حزب کمونیست گرجستان |
| ۱۷  |       | گیوی گومباریدزه (زاده ۱۹۴۵)       | ۱۴ آوریل ۱۹۸۹   | ۱۵ نوامبر ۱۹۹۰  | حزب کمونیست گرجستان | دبیر اول حزب کمونیست گرجستان |
| ۱۸  |       | زویاد گامساخوردیا (۱۹۹۳–۱۹۳۹)     | ۱۵ نوامبر ۱۹۹۰  | ۱۴ آوریل ۱۹۹۱   | مستقل               | رئیس شورای عالی گرجستان      |

### جمهوری گرجستان(۱۹۹۱–تاکنون)
روسای جمهور
| № | نام (زادروز–درگذشت)                  | تصویر         | دوره                      | آغاز تصدی                                              | ترک پست                 | حزب سیاسی                  |
| - | ------------------------------------ | ------------- | ------------------------- | ------------------------------------------------------ | ----------------------- | -------------------------- |
| ۱ | زویاد گامساخوردیا (۱۹۹۳–۱۹۳۹)        |               | 1                         | ۱۴ آوریل ۱۹۹۱ (منصوب شده) ۲۶ مه ۱۹۹۱ (موقعیت ایجاد شد) | ۶ ژانویه ۱۹۹۲ (عزل شد)  | Round Table — Free Georgia |
| — | تنگیز کیتووانی (۱۹۳۸–)               |               |                           | ۶ ژانویه ۱۹۹۲                                          | ۱۰ مارس ۱۹۹۲            | رهبران مشترک (شورای نظامی) |
| — | جابا یوسلیانی (۲۰۰۳–۱۹۲۶)            |               |                           | ۶ ژانویه ۱۹۹۲                                          | ۱۰ مارس ۱۹۹۲            | رهبران مشترک (شورای نظامی) |
| — | ادوارد شواردنادزه (۱۹۲۸–۲۰۱۴)        |               |                           | ۱۰ مارس ۱۹۹۲                                           | ۴ نوامبر ۱۹۹۲           | مستقل                      |
| — | ادوارد شواردنادزه (۱۹۲۸–۲۰۱۴)        | ۴ نوامبر ۱۹۹۲ | ۶ نوامبر ۱۹۹۲             |                                                        |                         | مستقل                      |
| — | ادوارد شواردنادزه (۱۹۲۸–۲۰۱۴)        | ۶ نوامبر ۱۹۹۲ | ۲۶ نوامبر ۱۹۹۵            |                                                        |                         | مستقل                      |
| ۲ | ادوارد شواردنادزه (۱۹۲۸–۲۰۱۴)        | 1             | ۲۶ نوامبر ۱۹۹۵ (ایجاد شد) | ۳۰ آوریل ۲۰۰۰                                          | اتحاد شهروندان گرجستان  |                            |
| ۲ | ادوارد شواردنادزه (۱۹۲۸–۲۰۱۴)        | 2             | ۳۰ آوریل ۲۰۰۰ (ایجاد شد)  | ۲۳ نوامبر ۲۰۰۳ (مجبور به استعفا شد)                    | اتحاد شهروندان گرجستان  |                            |
| — | نینو بورجانادزه (زاده ۱۹۶۴) (سرپرست) |               |                           | ۲۳ نوامبر ۲۰۰۳                                         | ۲۵ ژانویه ۲۰۰۴          | حزب جنبش اتحاد ملی گرجستان |
| ۳ | میخیل ساآکاشویلی (زاده ۱۹۶۷)         |               | 1                         | ۲۵ ژانویه ۲۰۰۴ (ایجاد شد)                              | ۲۵ نوامبر ۲۰۰۷ (استعفا) | حزب جنبش اتحاد ملی گرجستان |
| — | نینو بورجانادزه (زاده ۱۹۶۴) (سرپرست) |               |                           | ۲۵ نوامبر ۲۰۰۷                                         | ۲۰ ژانویه ۲۰۰۸          | حزب جنبش اتحاد ملی گرجستان |
| ۳ | میخیل ساآکاشویلی (زاده ۱۹۶۷)         |               | 2                         | ۲۰ ژانویه ۲۰۰۸ (ایجاد شد)                              | ۱۷ نوامبر ۲۰۱۳          | حزب جنبش اتحاد ملی گرجستان |
| ۴ | گیورگی مارگولاشویلی (زاده ۱۹۶۹)      |               | ۱                         | ۱۷ نوامبر ۲۰۱۳ (ایجاد شد)                              | ۱۶ دسامبر ۲۰۱۸          | حزب رؤیای گرجستان          |
| ۵ | سالومه زورابیشویلی (زاده ۱۹۵۲)       |               | ۱                         | ۱۶ دسامبر ۲۰۱۸ (ایجاد شد)                              | متصدی                   | مستقل                      |